# فرودگاه تک‌بانده ایسلا سان مارکوس
فرودگاه تک‌بانده ایسلا سان مارکوس (به انگلیسی: Isla San Marcos Airstrip) یک فرودگاه خصوصی است که یک باند فرود خاک دارد و طول باند آن ۱۱۲۵ متر است. این فرودگاه در کشور مکزیک قرار دارد و در ارتفاع ۴۱ متری از سطح دریا واقع شده‌است.